# Шумерля (присілок)
Шу́мерля (рос. Шумерля, чув. Çĕмĕрле) — присілок у складі Шумерлинського району Чувашії, Росія. Адміністративний центр та єдиний населений пункт Шумерлинського сільського поселення.
Населення — 1037 осіб (2010; 1054 у 2002).
Національний склад:
- чуваші — 85 %

## Персоналії
- Мажуков Олексій Сергійович (1936—2011) — російський композитор.